# 582e Volksgrenadierdivisie
De 582e Volksgrenadierdivisie (Duits: 582. Volksgrenadier-Division) was een Duitse infanteriedivisie tijdens de Tweede Wereldoorlog. De divisie werd opgericht en alweer opgeheven voor de oprichting compleet en afgesloten was.

## Geschiedenis
De 582e Volksgrenadierdivisie werd opgericht op 25 augustus 1944 op Oefenterrein Warthelager bij Posen door Wehrkreis XXI als onderdeel van de 32. Welle. Echter, alvorens de oprichting afgesloten was, werd de divisie al op 17 september 1944 omgedoopt in de 26e Volksgrenadierdivisie. 

## Commandanten
| Rang | Naam | Begin            | Eind              |
| ---- | ---- | ---------------- | ----------------- |
|      | ??   | 25 augustus 1944 | 17 september 1944 |

## Samenstelling
- Grenadier-Regiment 1206
- Grenadier-Regiment 1207
- Grenadier-Regiment 1207
- Artillerie-Regiment 1582
- Divisie-eenheden 1582